# Paul Froment
Paul Froment (* 17. Januar 1875 in Floressas; † 10. Juni 1898 in Les Roches-de-Condrieu) war ein französischer Schriftsteller okzitanischer Sprache.

## Leben und Werk
Paul Florent legte als junger Bauer im Alter von 20 Jahren seinen ersten Band von okzitanischen Gedichten vor und ließ zwei Jahre später einen zweiten folgen. Während seines Militärdienstes in Lyon kam er 1898 unter ungeklärten Umständen zu Tode. Seine Leiche wurde 40 km südlich Lyon aus der Rhone geborgen. Seitdem gilt er als der „okzitanische Rimbaud“. Seine Dichtung, die eine tragische Lebensauffassung spiegelt, wurde in jüngster Zeit neu aufgelegt.
Sein Grab (mit in Stein gehauenem Kopf) befindet sich in seinem Heimatort Floressas, wo (wie in Penne-d’Agenais ein Platz) eine Straße seinen Namen trägt. In Penne d’Agenais ziert sein Kopf die Fassade des Rathauses. In Sainte-Livrade-sur-Lot ist eine Schule nach ihm benannt. Marcel Garrouste (1921–2021) und Marceau Esquieu (1931–2015) gründeten 1972 den okzitanischen Literaturpreis Paul-Froment.

## Werke (Auswahl)
- A trabès régos, rimos d'un pitiou paysan. B. Delbergé, Villeneuve-sur-Lot 1895.
  - A travèrs regas. Hrsg.  Marcèu Esquieu. Escòla occitana d'estiu, Hautefage-la-Tour 1986.
- Flous de primo, rimos d'un pitchou paisan. E. Chabriè, Villeneuve-sur-Lot 1897. (Vorwort von Francis Maratuech, 1853–1908)
  - Flors de prima. Hrsg. Marcèu Esquieu. Escòla occitana d'estiu, Hautefage-la-Tour 1988.
- Poésies complètes. Avec une introduction bio-bibliographique, un glossaire, un portrait et un autographe. Éditions Occitania, Paris 1932. (Hrsg. und Vorwortsonett von Antonin Perbosc)
- Poésies et écrits en prose. [Texte imprimé]de Paul Froment. J. Vertuel, Saint-Céré 1971.
- Contes d'un pichon païsan et autres écrits en prose. Éditions des Régionalismes, Cressé 2017.